# 河野裕 (声優)
河野 裕（こうの ゆたか、9月13日 - ）は、日本の男性声優。千葉県出身。以前はケンユウオフィスに所属していた。

## 略歴
勝田声優学院、talk back卒業。

## 人物
声質はテノール。
趣味はゲーム、ギター、歌。特技は作曲。

## 出演
太字はメインキャラクター。

### テレビアニメ
2002年
- G-onらいだーす（通訳）
- 東京アンダーグラウンド（追手、衛兵）

2005年
- おくさまは女子高生（生徒）
- プレイボール（2005年 - 2006年、田所） - 2シリーズ
- MAJOR 2nd season（宮本）

2006年
- 学園ヘヴン BOY'S LOVE HYPER!（生徒3）
- Gift 〜ギフト〜 eternal rainbow（客達、男子生徒、音楽部員）
- しましまとらのしまじろう（ゾウくん）
- TOKKO 特公（鈴鹿亜希人）
- らぶドル 〜Lovely Idol〜（客）

2007年
- あたしンち（2007年 - 2008年、見物人D、若者、町の人）
- ウエルベールの物語 〜Sisters of Wellber〜（スリの男）
- 怪物王女（男子生徒A、同級生A）
- 灼眼のシャナII（男子生徒A）
- 忍たま乱太郎（農民）
- はぴはぴクローバー（ロイ）

2008年
- テレパシー少女 蘭（生徒C、男子生徒C）
- はっけん たいけん だいすき!しまじろう（王子樣）
- 魔人探偵脳噛ネウロ（福引係）

2009年
- 空を見上げる少女の瞳に映る世界（教師H、生徒C）
- チーズスイートホーム あたらしいおうち（お兄さん、猫4、魚屋さん、係員、ジュリちゃんのお父さん）
- 東京マグニチュード8.0
- はじめの一歩 New Challenger

2010年
- 名探偵コナン（2010年 - 2014年、テニス部員、男性アナウンサー、警官、北島昌広）

2011年
- しまじろう ヘソカ

2012年
- イナズマイレブンGO クロノ・ストーン（2012年 - 2013年、レイ・ルク、黒い騎士、ユウチ、ヨッカ）
- エリアの騎士（世良右京）

2013年
- たまごっち! ゆめキラドリーム（アグリっち）

### OVA
- みんなで跳んだ（1998年、橋口）
- 心のキャッチボール（2005年、上川）
- _summer（2006年、男子生徒B）

### 劇場アニメ
- 河童のクゥと夏休み（2007年、AD）
- クレヨンしんちゃん 嵐を呼ぶ 歌うケツだけ爆弾!（2007年、隊員）

### Webアニメ
- ペンギン娘はぁと（2008年、生徒）

### ゲーム
- ルパン三世 コロンブスの遺産は朱に染まる（2004年、警備員A）
- テイルズ オブ ヴァールハイト（2006年、セルツ・ヴァクストゥーム）
- ヴァルキリープロファイル 咎を背負う者（2008年、フォーネル）
- 維新恋華 龍馬外伝（2010年、トーマス・グラバー）
- イナズマイレブンGOシリーズ（2012年 - 2013年、レイ・ルク） - 2作品[一覧 1]
- イナズマイレブンGO ストライカーズ 2013（2012年、レイ・ルク）

### 吹き替え
- アンツ・イン・ザ・パンツ!（イェルク）
- イースターラビットのキャンディ工場（AD）
- WITHOUT A TRACE/FBI 失踪者を追え!
- エデンの東（ドンチョル〈青年〉）
- オーメン
- オールド・ルーキー
- デイ・オブ・ザ・デッド（トレヴァー）
- ハード・ラッシュ（アンディ〈ケイレブ・ランドリー・ジョーンズ〉）

### ドラマCD
- 逆境ナイン（小林孝志）
- シヴァタントリズム（ヴィシュヌ）
- バレスタサード（佐藤）
- 帽子屋エリプシス（久保）

### BLCD
- 愛とバクダン vol.1 〜リスキービジネス 危険を買う男〜（橘君）
- 愛は薔薇色のキス（付き人）
- あしたのきみはここにいない（辻）
- あやかし草紙
- いとしのテディ・ボーイ2 〜ハッピーエンドな恋をしよう〜（役員）
- オオカミさんに気をつけて!（弓削）
- 学園懲罰委員会（松本）
  - 束縛懲罰委員会（生徒1）
- 茅島氏の優雅な生活（高倉聖司）
- きみと手をつないで（タカシ）
- キミに可愛がられたい!（エンジニア）
- KYOUHAN 〜共犯〜（橘）
  - 真夜中の純情 〜KYOUHAN2〜
- 黒い愛情（芳樹）
- 小悪魔のサンクチュアリ（甲元）
- 恋の胸さわぎ
- 恋はいつも嵐のように（ファン）
  - 恋はいつも嵐のように+（新入生）
- 豪華客船で恋は始まる 4（ヴィンチェンツォの店主）
- ご主人様と犬（優夜）
  - ご主人様と犬 2（優夜、上総の父）
- さあ 恋におちたまえ 3（男子生徒2）
- 最強凶の慰安旅行（同僚）
- ジェラールとジャック（男娼）
- SWEET 〜彼の甘い甘い味〜（藤野）
- たとえこの恋が罪であっても（少年2）
- 東京・心中（夏川純）
- どうして涙が出るのかな（男子生徒）
- ネクラートホリック（ペット君）
- 香港恋愛夜曲（郭）
- 真昼の月（賢治、安田）
  - 真昼の月 2（高井賢治、安田）
- 愛で痴れる夜の純情（男）
- ラブネコ（山崎）
- 恋愛協定〜抜け駆けナシ!（男子生徒）
- 笑わない人魚（見城歩）

### シリーズ一覧
1. ↑  『2 クロノ・ストーン ネップウ/ライメイ』（2012年）、『ギャラクシー ビッグバン/スーパーノヴァ』（2013年）